# Parataracticus arenicolus
Parataracticus arenicolus är en tvåvingeart som beskrevs av Martin 1968. Parataracticus arenicolus ingår i släktet Parataracticus och familjen rovflugor. Inga underarter finns listade i Catalogue of Life.